# Ca’ Donà a San Polo

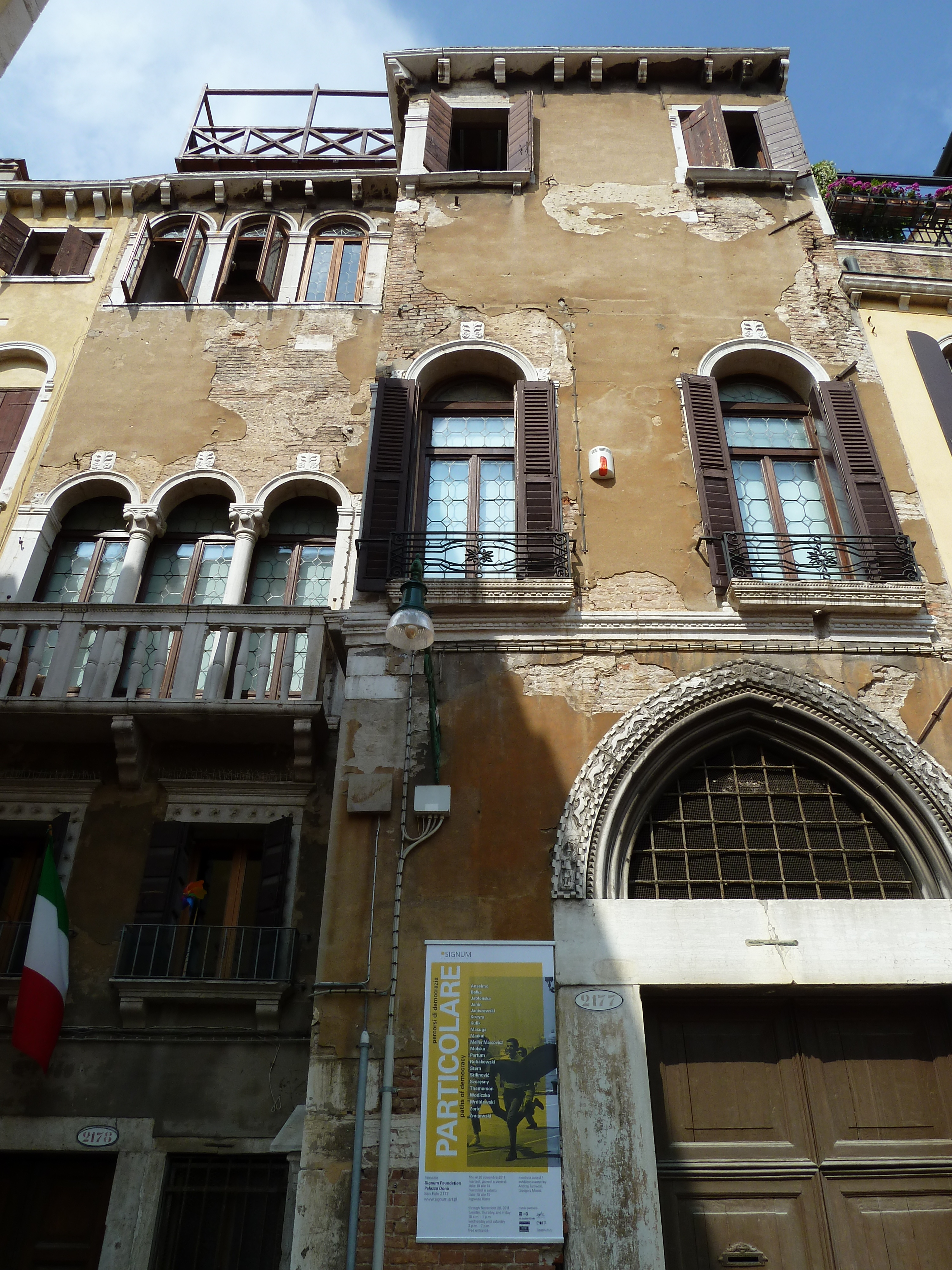
Ca’ Donà

Ca’ Donà a San Polo ist ein Palast in Venedig in der italienischen Region Venetien. Er liegt im Sestiere San Polo mit Blick zum Campo San Polo neben dem Palazzo Soranzo.

## Geschichte
Die Familie Donà ist eine alte, venezianische Familie, aus der drei Dogen der Republik Venedig stammen, nämlich Francesco Donà (1545–1553), Leonardo Donà (1606–1612) und Nicolò Donà (April–Mai 1618). Sie ließen ein gotisches Gebäude im Stil der Renaissance umbauen und machten es zu ihrem Familiensitz.

## Beschreibung
Die Fassade des Palastes zeigt heute zum Campo San Polo. Früher lag sie am Rio di Sant’Antonio, der aber 1761 überbaut wurde. Der Palast war früher über eine private Brücke zu erreichen, die jedoch im Zuge der Überbauung des Kanals abgerissen wurde.
Das Gebäude hat drei Stockwerke, ein Erdgeschoss, ein Hauptgeschoss und Zwischengeschoss unter dem Dach. Im Erdgeschoss gibt es ein Spitzbogenportal mit einem Fries aus istrischem Kalkstein, das früher ein Portal zum Wasser war. Im Hauptgeschoss ist ein Dreifach-Rundbogenfenster angebracht, das mit einem vorspringenden Balkon versehen und durch Säulen mit Kapitellen geteilt ist. Rechts daneben, über dem Portal, liegen zwei gleichartige Einzelfenster ohne Balkon. Im Zwischengeschoss darüber wiederholt sich die Fensteranordnung, wobei das niedrigere Dreifach-Rundbogenfenster keinen Balkon hat und die Einzelfenster daneben rechteckig sind. Der rechte Teil der Fassade mit dem Spitzbogenportal springt etwas vor. Tür- und Fensterrahmen sowie der Balkon und das Gesims über dem Portal sind ebenfalls in istrischem Kalkstein gehalten.